# 髙原寿康
髙原 寿康（たかはら としやす、1980年10月18日 - ）は、岐阜県岐阜市出身の元プロサッカー選手。現役時代のポジションはゴールキーパー。

## 来歴
大学卒業後2003年にジュビロ磐田に加入。しかし、アルノ・ヴァンズワムの前に出場機会をなかなか得られず、さらに2005年には日本代表の川口能活が加入したこともあり、同年からは期限付き移籍でコンサドーレ札幌に在籍。この年は10試合に出場した。
しかし、林卓人の牙城を崩すには至らず、2006年に移籍期間が終了すると磐田から契約非更新とされたため、2007年の当初は練習生として札幌に加入していたが、後に正式契約を勝ち獲った。しかし同年に左足甲を骨折した影響もあってレンタル移籍から復帰した高木貴弘にポジションを譲り、2008年までの2年間は公式戦出場はなかった。
2009年の開幕当初は第3GK扱いだったものの、佐藤優也の不調で第2GKとしてベンチ入りするようになり、チームの不調や正GK荒谷弘樹の故障もあって終盤戦では正GKの座を勝ち取った。2010年も引き続き正GKとして34試合に出場した。しかし、11月23日の徳島ヴォルティス戦で右アキレス腱断裂の重傷を負い、全治8ヶ月と診断されて手術を受けた。さらに、2011年6月1日には右アキレス腱炎で全治4ヶ月と診断され再手術を受けた。故障中に台頭した李昊乗の存在もあり、結局出場なしに終わった。
札幌が4年ぶりにJ1復帰して迎えた2012年9月15日の柏レイソル戦で約1年10ヶ月ぶりに復帰。J1では実に9年ぶりとなる出場を果たした。それ以降は高木や杉山哲を抑えて定位置を掴んだが、チームの悪い流れを断ち切るには至らなかった。
2013年、清水エスパルスへ完全移籍。しかし、林彰洋・櫛引政敏の前に出場機会は得られなかった。
2014年、相澤貴志と入れ替わる形でFC町田ゼルビアへ完全移籍。当初は修行智仁の控えだったが、修行が大分トリニータへ移籍した2015年は1年を通してゴールマウスを守り続け(36試合)、リーグ最少失点(18点)に貢献。J2・J3入れ替え戦では大分と対戦し、第1戦はホームで2-1で勝利。迎えたアウェーでの第2戦では、MFの森村昂太がファウルによりPKを与えるも、相手FW高松大樹のPKを見事セーブし、勝利の立役者となった。
2016年、J2の舞台でも昨年に続けて全試合フル出場を果たし、クラブのJ2最高順位となる7位進出に貢献。シーズン終了後には町田ファン・サポーターの投票により各賞に選出される『ZELVIAアウォーズ2016』において、いぶし銀プレーヤー賞を受賞した。
2018年も開幕から先発出場を続けていたが、5月3日に行われた第12節・東京V戦にてルーキーの福井光輝に先発の座を譲り、2015年のJ3第1節から続いていた連続出場記録が125試合で途絶えた。その後は福井が正GKとなった事で出場機会を大きく減らし、トータルでリーグ戦13試合の出場に留まった。シーズン終了後に現役引退を発表した。引退後はJFAアカデミー福島のU-15GKコーチとして指導に当たっている。

## 所属クラブ
- 岐阜市立島中学校
- 岐阜工業高校
- 1999年 - 2002年 愛知学院大学
- 2003年 - 2006年  ジュビロ磐田
  - 2005年 - 2006年  コンサドーレ札幌 (期限付き移籍)
- 2007年 - 2012年  コンサドーレ札幌
- 2013年  清水エスパルス
- 2014年 - 2018年  FC町田ゼルビア

## 個人成績
| 国内大会個人成績 | 国内大会個人成績 | 国内大会個人成績 | 国内大会個人成績 | 国内大会個人成績 | 国内大会個人成績 | 国内大会個人成績     | 国内大会個人成績     | 国内大会個人成績 | 国内大会個人成績 | 国内大会個人成績 | 国内大会個人成績 |
| 年度             | クラブ           | 背番号           | リーグ           | リーグ戦         | リーグ戦         | リーグ杯             | リーグ杯             | オープン杯       | オープン杯       | 期間通算         | 期間通算         |
| 年度             | クラブ           | 背番号           | リーグ           | 出場             | 得点             | 出場                 | 得点                 | 出場             | 得点             | 出場             | 得点             |
| 日本             | 日本             | 日本             | 日本             | リーグ戦         | リーグ戦         | リーグ杯             | リーグ杯             | 天皇杯           | 天皇杯           | 期間通算         | 期間通算         |
| ---------------- | ---------------- | ---------------- | ---------------- | ---------------- | ---------------- | -------------------- | -------------------- | ---------------- | ---------------- | ---------------- | ---------------- |
| 1999             | 愛知学院大       | 21               | -                | -                | -                | -                    | -                    | 1                | 0                | 1                | 0                |
| 2000             | 愛知学院大       | 21               | -                | -                | -                | -                    | -                    |                  |                  |                  |                  |
| 2003             | 磐田             | 21               | J1               | 2                | 0                | 1                    | 0                    | 0                | 0                | 3                | 0                |
| 2004             | 磐田             | 16               | J1               | 0                | 0                | 0                    | 0                    | 0                | 0                | 0                | 0                |
| 2005             | 札幌             | 28               | J2               | 10               | 0                | -                    | -                    | 0                | 0                | 10               | 0                |
| 2006             | 札幌             | 28               | J2               | 4                | 0                | -                    | -                    | 0                | 0                | 4                | 0                |
| 2007             | 札幌             | 31               | J2               | 0                | 0                | -                    | -                    | 0                | 0                | 0                | 0                |
| 2008             | 札幌             | 31               | J1               | 0                | 0                | 0                    | 0                    | 0                | 0                | 0                | 0                |
| 2009             | 札幌             | 21               | J2               | 16               | 0                | -                    | -                    | 2                | 0                | 18               | 0                |
| 2010             | 札幌             | 21               | J2               | 34               | 0                | -                    | -                    | 1                | 0                | 35               | 0                |
| 2011             | 札幌             | 21               | J2               | 0                | 0                | -                    | -                    | 0                | 0                | 0                | 0                |
| 2012             | 札幌             | 21               | J1               | 10               | 0                | 0                    | 0                    | 1                | 0                | 11               | 0                |
| 2013             | 清水             | 31               | J1               | 0                | 0                | 1                    | 0                    | 1                | 0                | 2                | 0                |
| 2014             | 町田             | 21               | J3               | 11               | 0                | -                    | -                    | -                | -                | 11               | 0                |
| 2015             | 町田             | 21               | J3               | 36               | 0                | -                    | -                    | 0                | 0                | 36               | 0                |
| 2016             | 町田             | 21               | J2               | 42               | 0                | -                    | -                    | 0                | 0                | 42               | 0                |
| 2017             | 町田             | 21               | J2               | 42               | 0                | -                    | -                    | 1                | 0                | 43               | 0                |
| 2018             | 町田             | 21               | J2               | 13               | 0                | -                    | -                    | 2                | 0                | 15               | 0                |
| 通算             | 日本             | 日本             | J1               | 12               | 0                | 2                    | 0                    | 2                | 0                | 16               | 0                |
| 通算             | 日本             | 日本             | J2               | 161              | 0                | -                    | -                    | 6                | 0                | 167              | 0                |
| 通算             | 日本             | 日本             | J3               | 47               | 0                | -\|\|\|\|\|\|47\|\|0 | -\|\|\|\|\|\|47\|\|0 |                  |                  |                  |                  |
| 通算             | 日本             | 日本             | 他               | -                | -                | -                    | -                    | 1                | 0                | 1                | 0                |
| 総通算           | 総通算           | 総通算           | 総通算           | 220              | 0                | 2                    | 0                    | 9                | 0                | 231              | 0                |

その他の公式戦
- 2015年
  - J2・J3入れ替え戦 2試合0得点
- Jリーグ初出場　2003年7月5日 J1 1st 第11節 鹿島アントラーズ戦 (カシマ)

## 指導歴
- 2018年 - 2022年  JFAアカデミー福島U-15WEST GKコーチ
- 2023年 -  U-20/U-18日本代表 GKコーチ

## タイトル

### クラブ
ジュビロ磐田
- 天皇杯：1回（2003年）
- スーパーカップ：2回（2003年、2004年）

コンサドーレ札幌
- J2リーグ：1回（2007年）

### 代表
ユニバーシアード日本代表
- ユニバーシアード：1回（2001年）